# Prathap C. Reddy
Prathap C. Reddy (en télougou : ప్రతాప్ సి. రెడ్డి) est un entrepreneur et cardiologue indien, né le 5 février 1933 à Aragonda (en) dans le district de Chittoor, en Andhra Pradesh. Il est le fondateur de Apollo Hospitals, la plus ancienne entreprise indienne de gestion hospitalière. Il est classé 48e personnalité la plus puissante d'Inde par le magazine India Today en 2017.
Reddy est honoré de la Padma Bhushan de médecine en 1991, puis de la Padma Vibhushan (de commerce et d'industrie), la deuxième plus haute distinction civile indienne, en 2010,,. Dans une interview donnée dans le cadre du projet Creating Emerging Markets de Harvard Business School, Reddy explique comment il s'est frayé un chemin à travers la bureaucratie indienne pour apporter des services de santé dans le pays,,.
Reddy a étudié au Madras Christian College et au Stanley Medical College (en), à Chennai. Il a quatre filles : Preetha Reddy (en), Suneetha Reddy, Sangeetha Reddy et Shobana Kamineni, toutes directrices d'Apollo Hospitals.